# Oedaspis crocea
Oedaspis crocea,
 es una especie de insecto del género Oedaspis de la familia Tephritidae del orden Diptera.
Munro la describió científicamente por primera vez en el año 1939.